# 沙城老窖
沙城老窖，是河北張家口市沙城镇出产的一种白酒。其酿造技艺入列河北省非物质文化遗产项目。沙城老窖乃高粱为主料，以大麦、豌豆制“伏曲”，用陈曲为糖化发酵剂酿成的浓香型白酒。

## 沿革
当地酿酒历史悠久，迄今已有六百余年。1949年6月因专烧专卖政策当局合并当地六家私人酒坊，1950年，成立华北酒业专卖总攻察哈尔省分公司沙城酒厂。1981年4月，更名为长城酿酒公司。酒厂曾为七个为提高白酒品质和出酒率的研究课题所选的试点酒厂之一，成功后，研究主持人白酒泰斗周恒刚先生以七家酒厂好比北斗七星而命名为“北斗工艺”，酒厂遂以此项工艺用于提升产品质量。1985年获得河北省优质产品称号。1988年，沙城老窖获中国首届食品博览会金奖。

## 其他
1980年代初，施秉钧担任沙城老窖酒厂厂长时，准确预测到葡萄酒在中国的市场潜力，决定与外商合作，组建中国长城干白葡萄酒有限公司，后隶属于中粮集团。